# Cătălin Botezatu
Cătălin Botezatu (n. 3 decembrie 1966, Alexandria, Teleorman, România) este un creator de modă și fotomodel din România.

## Cariera
Și-a început cariera în modă în anul 1984 ca manechin al casei de modă Venus, condusă de Zina Dumitrescu. În anul următor, a primit, la Frankfurt, titlul de Cel mai bun manechin al anului în Europa

Și-a deschis prima casă de modă în țară în 1996 și a lansat numeroase colecții: Egiptyon, Budha Bar, Angels, Ameno, Wiches, Bizantium, Barbarian, Kyoto, Chicago sau J.O. În cadrul fiecărei colecții spectacolul a fost întotdeauna complet: creații de calitate, regie, multă muzică bună, selectată cu gust și fantezie, și desigur, culoare. 
A primit numeroase premii autohtone:Designerul anului - de patru ori, Premiul de excelență în modă- de doua ori, Premiul pentru cel mai bun creator de haute-couture - de două ori, și multe altele. 
În anul 2000, în Egipt, a devenit primul creator de modă din lume care a obținut permisiunea de a face un shooting în perimetrul site-urilor antice pentru colecția Egyption, fapt considerat fără precedent în lumea modei. În același an, piesele din Egyption captează atenția publicului în cadrul a două memorabile prezentari de modă la Cairo si Luxor.
În martie 2006, Cătălin Botezatu a fost invitat special de guvernul tunisian, cu ocazia manifestărilor dedicate împlinirii a 50 de ani de la câștigarea independenței, creatorul român susținând un show de excepție la Orient Palace, o locație recunoscută ca fiind extrem de luxoasă și selectivă. Aflat in Tunisia, unde a fost invitat să-și etaleze colecțiile într-o serie de prezentări, creatorul de modă Cătălin Botezatu a suferit un accident de circulație. Incidentul s-a petrecut undeva la marginea orasului Tunis. Șoferul care conducea automobilul în care se afla Cătălin nu a observat că vehiculul din fața sa a frânat brusc și a intrat în plin în acesta. În urma impactului, Botezatu s-a lovit serios la cap și s-a ales cu o coastă fisurată. "Acum sunt în țară și în afara oricărui pericol. Mă bucur că nu a fost mai rău. Când s-a întâmplat accidentul tocmai mă îndreptam spre locul în care aveam una dintre prezentări și mi-ar fi părut rău să o pierd într-un mod atât de stupid", ne-a declarat Cătălin.
În octombrie 2007, a devenit primul creator de modă care a realizat o prezentare de lenjerie în timpul unei curse aeriene, la altitudinea de 10.000 metri, pe ruta București-Paris. La Paris, designerul român a susținut o paradă a modei în cadrul evenimentului „Heritage Mode et culture - Paris 2007”, organizat la Ambasada României, sub înaltul patronaj al Ministerului Afacerilor Externe.
Anul 2008 marchează începutul colaborării dintre Cătălin Botezatu și Quelle, fiind lansată colecția Pret-a-Porter by Cătălin Botezatu. 
În 2009, a fost prezent la Milano Fashion Week unde a realizat prezentarea Haute Couture a noii colecții Valeria Marini Seduzioni Diamonds, urmând ca din toamna lui 2010 să fie designerul exclusiv al casei de modă Valeria Marini. 
Anul 2010 aduce noi colaborări pentru Cătălin Botezatu, designerul lansând o fabuloasă colecție de bijuterii alături de Sabion, un aparat foto personalizat cu fotografiile și numele lui, două parfumuri, salteaua Delphi, precum și primul volum al trilogiei biografice Trei Vieți. Pedeapsa.
Tot în 2010 prezintă colecția G.H. Mumm by Catalin Botezatu, în cadrul Fashion TV Summer Festival, colecție amplu prezentată în prestigioasa publicație BOOK MODA - considerată Biblia Modei Internaționale - alături de creatori celebrii precum Jean Paul Gaultier, Alexander McQueen, Balenciaga, Elie Saab, și Issey Miyake. Reportajul conține 12 fotografii de catwalk, înfățișându-le pe manechinele care defilează în lenjerie intimă Cătălin Botezatu, accesorizată într-un mod cu totul inedit: pahare și sticle de șampanie G.H. Mumm atașate podoabei capilare, hair styling-ul fiind asigurat de echipa Laurent Tourette.
În februarie 2011, debutează primul sezon al celebrei emisiuni Next Top Model by Cătălin Botezatu pe postul național Antena 1, prezentată și moderată de el însuși. După doi ani emisiunea, ajunge la al treilea sezon, devenind astfel un real succes.
În 2012, designerul participă la Haute Coiffure Paris, New York Couture Fashion Week și la Târgul de mirese de la Moscova, trei mari evenimente la care s-a impus cu cele mai noi creații ale sale.
În 2013, participă pentru a noua oară la New York Couture Fashion Week cu cea mai nouă colecție, Birds. Designerul a prezentat un show spectaculos în fața a peste 3000 de invitați la Grand Ballroom New Yorker Hotel.
În 2014 și 2015 creatorul român a fost sistematic invitat la New York Couture Fashion Week, London Fashion Week, Paris Haute Couture, unde a participat cu colecții spectaculoase, pline de rafinament și stil, care i-au confirmat poziția de lider pe piața modei europene.
În 2016 a prezentat la New York Couture Fashion Week superba colecție Spirit of India. Fashion show-urile internaționale continuă în 2017, 2018 și 2019 cu prezențe la Paris Fashion Week și New York Fashion Week unde este aclamat pentru colecțiile Animal Instinct, Black Silver și Louis XV.
Colecția anului 2020, Flowers by Cătălin Botezatu, te invită într-o lume a florilor, a frumosului, a perfecțiunii. Flowers este o colecție de rochii haute couture, realizată din materiale prețioase și sofisticate, lucrate manual. Inspirată din varietatea florală de pretutindeni, piesele sunt veritabile mostre de fantezie și visare, care aruncă în mirajul unor vise fascinante și unice. Predomină imprimeurile florale, materialele mărgelate, paietate manual cu foarte multe aplicații și imprimeuri, organza și voalurile naturale, care dau nota regală a acestei colecții exclusive.
Creatorului îi place să își realizeze colecția începând de la pantofi și terminând cu accesoriile: cercei, inele, bijuterii, atenția la detaliu fiind una dintre caracteristicile creației sale. Conceptul colecției este extrem de unitar, motivele florale excelând pe toate palierele show-ului: regie, scenografie, muzică. Colecția este completată magistral prin aportul renumitului hairstylist Laurent Tourett și make-up artist-ul Mirela Vescan.
Muzica și video-ul sunt selectate special de creator pentru a ilustra povestea integrală a colecției, o atmosferă compactă, onirică și relaxată, în care este introdus privitorul.

## Premii obținute
De-a lungul carierei sale a obținut numeroase premii și distincții:
- 1996: cel mai bun creator al anului din România;
- 1997: premiul Societății Române de Televiziune;
- 1998: cel mai bun creator de modă;
- 1999: premiul de excelență oferit de revista VIP;
- 2004: premiul Creatorul Anului și Premiul pentru Contribuția în Domeniul Modei;
- 2005: desemnat de TVR Cel mai iubit creator de modă;
- 2006: premiul pentru Excelență în Modă (din partea Fashion TV) și Cel mai bun creator de modă (din partea revistei VIP)
- 2009: la Gala Celebrităților a fost desemnat drept Celebritatea Anului în Modă.

## Controverse
În anul 1996 a obținut un credit pentru firma Alcrev Impex SRL, de la Banca Bankcoop, de 350.000 de dolari. În iulie 2000 a fost acuzat de înșelăciune și bancrută frauduloasă, , iar doi ani mai târziu, Tribunalul București a decis încetarea procesului, întrucât fapta de înșelăciune - de care era acuzat designerul - nu a întrunit elementele constitutive ale infracțiunii, iar infracțiunea de bancrută frauduloasă a fost abrogată . În decembrie 2002, Cătălin Botezatu a fost achitat.